# 阿德里亞諾·吉安尼尼
阿德里亞諾·吉安尼尼（義大利語：Adriano Giannini，1971年5月10日—）是義大利的一位演員。他的父親是演員吉安卡羅·吉安尼尼。他出演了2012年ABC電視劇失踪。此外他也出演過眾多電影。